# Allianz Norwegischer Studenten im Ausland
Die Allianz Norwegischer Studenten im Ausland (ANSA, norwegisch Samband for norske studenter i utlandet, englisch Alliance of Norwegian Students Abroad, französisch Union des Etudiants Norvégiens à L'Etranger) ist eine unabhängige Organisation für norwegische Studenten im Ausland, die 1956 von Auslandsstudenten gegründet wurde. Sie repräsentiert fast 20.000 Studenten und arbeitet für deren soziale, finanzielle und kulturelle Interessen.